# قائمة سفراء الولايات المتحدة الأمريكية لدى الأردن
تسعى البعثة الدبلوماسية الأميركية لدى المملكة الأردنية الهاشمية إلى حماية المصالح الأميركية والترويج لها في المملكة الأردنية الهاشمية من خلال العلاقات الدبلوماسية مع الحكومة الأردنية والاتصال التجاري مع مجتمع الأعمال المحلي والدبلوماسية العامة التي تهدف إلى انخراط الأردنيين في تبادل القيم المشتركة وبناء التفاهم المتبادل.

## أوراق الأعتماد
بعد اختيار السفير من طرف الدولة التي سيمثلها، يأتي دور الدولة الأخرى لتقوم اعتماد هذا الشخص أم لديها أسباب تمنعها من ذلك فمن حق الدولة الأخرى قبول أو رفض الطلب لأن علاقة الدولة بالدولة الأخرى ستكون عن طريق السفير،

### نهاية الخدمة
يذكر تاريخ نهاية الخدمة في تلك الدولة فقط وليس بالضرورة من السلك الدبلوماسي بشكل كلي، فمن الممكن أن يتم تسريح السفير من دولة معينة لينقل إلى دولة أخرى، وهنا تم ذكر السبب في آخر خانة وحمل الاسم السبب. من عادة سفراء الولايات المتحدة أن يخدموا في أكثر من بلد لكن تكون هذه البلدان عادة لديها أمور مشتركة مثل الموقع الجغرافي، اللغة، الدين وغيرها، مثلا سفير في السفارة الأمريكية خدم في عمان، بغداد وبيروت.

## قائمة السفراء
| التمثيل                               | التدريب                 | اللقب           | التعيين        | تاريخ تقديم أوراق الاعتماد | تاريخ ترك المنصب |
| ------------------------------------- | ----------------------- | --------------- | -------------- | -------------------------- | ---------------- |
| جيرالد درو [الإنجليزية]               | موظف في الخدمة الخارجية | مبعوث           | 2 فبراير 1950  | 24 فبراير 1950             | 25 فبراير 1952   |
| جوزيف جرين [الإنجليزية]               | موظف غير مهني           | مبعوث           | 14 مايو 1952   | 31 يوليو 1952              | 1952             |
| جوزيف جرين [الإنجليزية]               | موظف غير مهني           | سفير            | 8 سبتمبر 1952  | 23 سبتمبر 1952             | 31 يوليو 1953    |
| ليستر مالوري [الإنجليزية]             | موظف في الخدمة الخارجية | سفير            | 3 أغسطس 1953   | 1 ديسمبر 1953              | 11 يناير 1958    |
| باركر تي هارت                         | موظف في الخدمة الخارجية | سفير            | 5 فبراير 1958  | غير معروف                  | غير معروف        |
| شيلدون تي ميلس                        | موظف في الخدمة الخارجية | سفير            | 16 فبراير 1959 | 12 مارس 1959               | 18 مارس 1961     |
| وليام ماكومبر الابن [الإنجليزية]      | موظف غير مهني           | سفير            | 2 مارس 1961    | 5 أبريل 1961               | 25 ديسمبر 1963   |
| روبرت بارنز                           | موظف في الخدمة الخارجية | سفير            | 4 مارس 1964    | 15 مارس 1964               | 23 أبريل 1966    |
| فيندلي بيرنز الإبن [الإنجليزية]       | موظف في الخدمة الخارجية | سفير            | 10 مايو 1966   | 23 يوليو 1966              | 5 نوفمبر 1967    |
| هاريسون سيمز [الإنجليزية]             | موظف في الخدمة الخارجية | سفير            | 18 أكتوبر 1967 | 21 نوفمبر 1967             | 7 مايو 1970      |
| لويس دين براون                        | موظف في الخدمة الخارجية | سفير            | 8 سبتمبر 1970  | 29 سبتمبر 1970             | 29 نوفمبر 1973   |
| توماس آر بيكرينغ                      | موظف في الخدمة الخارجية | سفير            | 27 فبراير 1974 | 2 مارس 1974                | 13 يوليو 1978    |
| نيكولاس فيليوتيس [الإنجليزية]         | موظف في الخدمة الخارجية | سفير            | 18 أغسطس 1978  | 17 سبتمبر 1978             | 10 فبراير 1981   |
| ريتشارد نويز فيتس [الإنجليزية]        | موظف في الخدمة الخارجية | سفير            | 27 يوليو 1981  | 10 أغسطس 1981              | 5 أغسطس 1984     |
| بول بويكر [الإنجليزية]                | موظف في الخدمة الخارجية | سفير            | 13 أغسطس 1984  | 1 سبتمبر 1984              | 13 أغسطس 1987    |
| روسكو سودارث [الإنجليزية]             | موظف في الخدمة الخارجية | سفير            | 31 يوليو 1987  | 16 سبتمبر 1987             | 27 يوليو 1990    |
| روجر جران هاريسون                     | موظف في الخدمة الخارجية | سفير            | 27 يونيو 1990  | 7 أغسطس 1990               | 9 يوليو 1993     |
| ويسلي وليام إيجان الابن. [الإنجليزية] | موظف في الخدمة الخارجية | سفير            | 11 فبراير 1994 | 19 مارس 1994               | 13 يوليو 1998    |
| وليام بيرنز                           | موظف في الخدمة الخارجية | سفير            | 29 يونيو 1998  | 9 أغسطس 1998               | 7 يونيو 2001     |
| إدوارد غنيم                           | موظف في الخدمة الخارجية | سفير            | 7 أغسطس 2001   | 20 سبتمبر 2001             | 12 يوليو 2004    |
| ديفيد ساترفيلد                        | موظف في الخدمة الخارجية | سفير            | 12 مايو 2004   |                            |                  |
| ديفيد هيل                             | موظف في الخدمة الخارجية | سفير            | 2 نوفمبر 2005  | 7 نوفمبر 2005              | 9 يوليو 2008     |
| روبرت بيكروفت                         | موظف في الخدمة الخارجية | سفير            | 6 يونيو 2008   | 14 أغسطس 2008              | 4 يونيو 2011     |
| ستيوارت إي جونز                       | موظف في الخدمة الخارجية | سفير            | 1 يونيو 2011   | 5 سبتمبر 2011              | 14 أغسطس 2014    |
| أليس جي ويلز                          | موظف في الخدمة الخارجية | سفير            | 19 يونيو 2014  | 31 أغسطس 2014              | 24 مارس 2017     |
| هنري ووستير                           | موظف في الخدمة الخارجية | القائم بالأعمال | 24 مارس 2017   |                            | 30 يوليو 2018    |
| بول مالك                              | موظف في الخدمة الخارجية | القائم بالأعمال | 30 يوليو 2018  |                            | 14 مارس 2019     |
| كارين ساساهارا                        | موظف في الخدمة الخارجية | القائم بالأعمال | 14 مارس 2019   |                            | 30 أغسطس 2020    |
| مايك هانكي [الإنجليزية]               | موظف في الخدمة الخارجية | القائم بالأعمال | 30 أغسطس 2020  |                            | 18 أكتوبر 2020   |
| هنري ووستير                           | موظف في الخدمة الخارجية | سفير            | 6 أغسطس 2020   | 18 أكتوبر 2020             | 16 يوليو 2023    |
| روهيت نيبال                           | موظف في الخدمة الخارجية | القائم بالأعمال | 17 يوليو 2023  |                            | 3 سبتمبر 2023    |
| يائيل لمبرت [الإنجليزية]              | موظف في الخدمة الخارجية | سفير            | 27 يوليو 2023  | 3 سبتمبر 2023              | 20 يناير 2025    |
| روهيت نيبال                           | موظف في الخدمة الخارجية | القائم بالأعمال | 20 يناير 2025  |                            | الحالي           |